# Chiesa di San Niccolò (Marliana)
La chiesa di San Niccolò è una chiesa di Marliana, in provincia di Pistoia.
È documentata fino dagli inizi del secolo XIV e divenne pieve nel 1593. Conserva interessanti arredi e rari parati sacri.